# Sage Group
The Sage Group, allmänt känt som Sage, är ett brittiskt multinationellt mjukvaruföretag med säte i Newcastle upon Tyne i Storbritannien. Sage är världens tredje största leverantör av affärssystem efter Oracle och SAP och är den största leverantören av affärssystem till småföretag med totalt 6,1 miljoner kunder. Företaget noterades på London Stock Exchange 1989 och på internationell börs 1999. Sage har haft stark position i Storbritannien men även i många andra länder i Europa, Nordamerika och Asien. Totalt har företaget verksamhet i 24 länder och över 14.000 anställda.